# Goodyears Bar
Goodyears Bar est une census-designated place du comté de Sierra, dans l'État de Californie, aux États-Unis,. En 2020, elle compte une population de 69 habitants.